# Катак
Катак је град у Индији у држави Ориса. Према незваничним резултатима пописа 2011. у граду је живело 606.007 становника.

## Становништво
Према незваничним резултатима пописа, у граду је 2011. живело 606.007 становника.
| 1991.   | 2001.   | 2011.   |
| ------- | ------- | ------- |
| 403.418 | 534.654 | 606.007 |